# Targa Florio 1931
La Targa Florio 1931 (XXII Targa Florio) est un Grand Prix qui s'est tenu sur le grand circuit des Madonies en utilisant les routes de Sicile le 10 mai 1931.

## Classement de la course
| Pos  | no | Pilote                            | Écurie                    | Châssis               | Tours | Temps/Abandon                  | Départ |
| ---- | -- | --------------------------------- | ------------------------- | --------------------- | ----- | ------------------------------ | ------ |
| 1    | 14 | Tazio Nuvolari                    | SA Alfa Romeo             | Alfa Romeo 8C 2300    | 4     | 9 h 0 min 27 s 0 (64,834 km/h) |        |
| 2    | 16 | Baconin Borzacchini               | SA Alfa Romeo             | Alfa Romeo 6C 1750 GS | 4     | + 2 min 17 s                   |        |
| 3    | 2  | Achille Varzi                     | Privé                     | Bugatti Type 51       | 4     | + 7 min 26 s                   | 1      |
| 4    | 10 | Giuseppe Campari                  | SA Alfa Romeo             | Alfa Romeo 6C 1750 GS | 4     | + 7 min 44 s                   |        |
| 5    | 24 | Guido D'Ippolito                  | SA Alfa Romeo             | Alfa Romeo 6C 1750 GS | 4     | + 28 min 44 s                  |        |
| 6    | 18 | Luigi Arcangeli Goffredo Zehender | SA Alfa Romeo             | Alfa Romeo 8C 2300    | 4     | + 44 min 46 s                  |        |
| Abd. | 12 | René Dreyfus                      | Officine Alfieri Maserati | Maserati Tipo 26 M    | 3     | Retrait volontaire             |        |
| Abd. | 36 | Letterio Mario Cucinotta Piccolo  | Privé                     | Bugatti Type 37       | 2     | Retrait volontaire             |        |
| Abd. | 26 | Carlo Pellegrini                  | Privé                     | Alfa Romeo RL         | 2     | Retrait volontaire             |        |
| Abd. | 6  | Clemente Biondetti                | Privé                     | Maserati Tipo 26 M    | 1     | Accident                       |        |
| Abd. | 30 | I. Castagna                       | Privé                     | Salmson AL3           | 0     | Retrait volontaire             |        |
| Abd. | 22 | Costantino Magistri               | Privé                     | Alfa Romeo 6C 1750    | 0     | Valve                          |        |
| Abd. | 8  | Luigi Fagioli                     | Officine Alfieri Maserati | Maserati Tipo 26 M    | 0     | Accident                       |        |
| Np.  | 4  | Luigi Pirandello                  | Privé                     | Alfa Romeo 6C 1750    |       | Non partant                    |        |
| Np.  | 20 | « Landolina »                     | Privé                     | Maserati              |       | Non partant                    |        |
| Np.  | 28 | Francesco Toia                    | Privé                     | Bugatti               |       | Non partant                    |        |
| Np.  | 32 | « Papillon »                      | Privé                     | Maserati              |       | Non partant                    |        |
| Np.  | 34 | Angelo Giusti                     | Privé                     | Bugatti Type 37       |       | Non partant                    |        |
| Np.  | 38 | Emilio Romano                     | Privé                     | Bugatti Type 37A      |       | Non partant                    |        |
| Np.  |    | Pietro Ghersi                     | SA Alfa Romeo             | Alfa Romeo 6C 1750    |       | Pilote de réserve              |        |
| Np.  |    | Cesare Pastore                    | Privé                     | Maserati Tipo 26 M    |       | Non partant                    |        |
| Np.  |    | Salvatore Piccolo                 | Privé                     | Bugatti               |       | Non partant                    |        |
| Np.  |    | Amedeo Ruggeri                    | Privé                     | Maserati              |       | Non partant                    |        |
| Np.  |    | Carlo Gasparin                    | Privé                     | Alfa Romeo 6C 1750    |       | Non partant                    |        |

- Légende: Abd.=Abandon ; Np.=Non partant

## Record du tour
- Pole position : pas de données
- Meilleur tour en course :  Achille Varzi (Bugatti) en 2 h 3 min 54 s 8 (70,7 km/h) au premier tour.

## Tours en tête
- Achille Varzi : 3 tours (1-3)
- Tazio Nuvolari : 1 tour (4)